# بول روبينسون

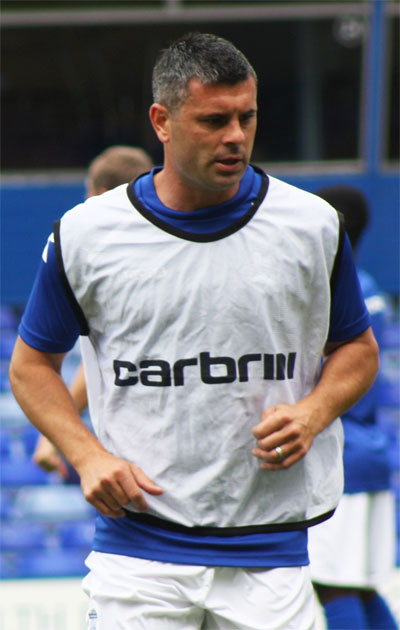

بول روبينسون (بالإنجليزية: Paul Robinson)‏ (مواليد 14 ديسمبر 1978 في واتفورد - إنجلترا) لاعب كرة قدم إنجليزي يلعب حاليا لصالح نادي الدرجة الممتازة بولتون واندررز الإنجليزي منذ 2009 في مركز الظهير الأيمن .

## روابط خارجية
- بول روبينسون على موقع قاعدة بيانات كرة القدم.إي يو (الإنجليزية)
- بول روبينسون على موقع Soccerbase.com (لاعب) (الإنجليزية)
- بول روبينسون على موقع Soccerway.com (الإنجليزية)
- بول روبينسون على موقع عالم كرة القدم.نت (الإنجليزية)